# Masia de Peracalç
La Masia de Peracalç és una masia del terme municipal de Baix Pallars, i de l'antic de Montcortès de Pallars, a la comarca del Pallars Sobirà.
Està situada a l'extrem meridional de l'antic terme i al sud-oest de l'actual, just al límit amb el Pallars Jussà, a l'extrem oriental del Serrat de la Masia. Es troba a migdia de Peracalç i a llevant de Montsor.
Entre les seves edificacions hi ha una capella dedicada a Sant Feliu l'Africà.